# Ilse Schütz-Buenaventura
Ilse Schütz-Buenaventura (Cali, Valle del Cauca, 1938 - Berlín, 2004) fue una filósofa colombo - alemana.
Estudió en la Universidad de los Andes de Bogotá, la Universidad de Hamburgo y en la Universidad de Innsbruck. En su obra criticó la filosofía hegeliana y comparó el efecto del lenguaje en la escritura filosófica y su traducción (especialmente la intraducibilidad del castellano "ser" y "estar" al alemán y viceversa). Según Schütz-Buenaventura, una filosofía latinoamericana no puede incorporar acríticamente categorías filosóficas engendradas en la lengua y cultura alemana. 

## Obra
- "Sino y desventura de Marco Fidel Suárez", capítulo en El señor Suárez : conferencias leídas con motivo del centenario de su nacimiento.-- Cali : [Carvajal], 1955. [10]-136 p. ; 20 cm.-- (Biblioteca de la Universidad del Valle, ; [v. 1])
- Marco Fidel Suárez.-- Cali : Imprenta Departamental, 1957. 154 p. ; 24 cm-- (Biblioteca de autores vallecaucanos)
- Kommentar zu Hegels Gymnasialrede de 14 de septiembre de 1810 . -- Hamburgo 1965. XXII+73 p. Hochschulschrift: Hamburg, Mag.-Schrift v. 26 de febrero de 1966
- Hegel y la utopía del liberalismo. Bogotá : Uniandes, 1982. 220 h. ; 27 cm Tesis (Filósofo). Universidad de los Andes.
- Dialéctica del poder instrumental : crítica de los fundamentos del autoritarismo y de la expansión violenta de la sociedad occidental. -- Bogotá : Ediciones America Libre, 1989. 284 p. ; 22 cm
- Globalismus contra Existentia : das Recht des ursprünglich Realen von dem Machtanspruch der Bewusstseinsphilosophie : die hispanoamerikanische Daseinssemantik. -- Wien : Passagen, 2000. 355 p. ; 24 cm ISBN 3-85165-413-7.

## Archivo personal
Disponible en la sección de legados Archivado el 26 de septiembre de 2006 en Wayback Machine. y colecciones especiales del Ibero-Amerikanische Institut de Berlín.
- Datos: Q5914075